# Lista de bispos de Setúbal
Nesta lista constam os Bispos Diocesanos da Diocese de Setúbal, criada em 1975.

## Bispos de Setúbal
| Nº | Retrato | Prelado                        | Vida                  | Mandato                                       | EP      | Observações                                                                          | Brasão |
| -- | ------- | ------------------------------ | --------------------- | --------------------------------------------- | ------- | ------------------------------------------------------------------------------------ | ------ |
| 1  |         | D. Manuel Martins              | 1927–2017 († 90 anos) | 16 de Julho de 1975 - 23 de Abril de 1998     | 22 anos |                                                                                      |        |
| 2  |         | D. Gilberto Canavarro dos Reis | 1940 (84 anos)        | 23 de Abril de 1998 - 26 de Outubro de 2015   | 17 anos | Bispo Auxiliar do Porto (1988–1998)                                                  |        |
| 3  |         | D. José Ornelas Carvalho       | 1954 (71 anos)        | 26 de Outubro de 2015 - 29 de Outubro de 2023 | 8 anos  | Superior-Geral da Congregação dos Sacerdotes do Sagrado Coração de Jesus (2003–2015) |        |
| 4  |         | D. Américo Aguiar              | 1973 (51 anos)        | 29 de Outubro de 2023 - Presente              | 9 anos  | Antes Bispo Auxiliar de Lisboa                                                       |        |